# Eleccions comunals andorranes de 2007

Guanyador de les eleccions comunals del 2007 a cada parròquia:
Partit Liberal d'Andorra
Partit Socialdemòcrata d'Andorra
Acció Comunal d'Ordino

Les eleccions comunals andorranes de 2007 es van celebrar el 2 de desembre de 2007 per escollir els consells comunals de les parròquies d'Andorra. Després de les eleccions, els consellers comunals van escollir els cònsols majors i menors de cada Comú, òrgan administratiu de cada parròquia.

## Sistema electoral
Els consells de comú han d'estar formats per un nombre parell de membres, sempre entre 10 i 16. El Consell de Comú de cada parròquia té la llibertat per escollir i modificar el nombre de consellers. Les persones que es vulguin presentar a les eleccions comunals han de perfeccionar una llista tancada que tingui almenys el mateix nombre de membres que escons a escollir. La candidatura ha de recollir avals d'un mínim del 0,5% del cens de la parròquia.
Cada elector només pot votar per una llista, sense alterar-ne ni l'ordre ni la composició.
La meitat dels escons queden assignats per al partit que hagi obtingut més vots als comicis. L'altra meitat dels escons es reparteix segons el mètode de les restes més altes aplicant el quocient d'Hare, incloent-hi el partit més votat. En cas que hi hagi empat en les llistes més votades, la meitat dels escons es reparteixen igual entre les forces que hagin empatat. Si no fos possible una distribució exacta, l'escó o els escons sobrants han de ser acumulats al nombre de consellers a repartir proporcionalment.

## Resultats

### Total nacional
| Partit                   | Vots   | %     | Escons | +/– |
| ------------------------ | ------ | ----- | ------ | --- |
| Partit Liberal d'Andorra | 6.078  | 46,6% | 46     | –5  |
| L'Alternativa            | 5.003  | 38,3% | 29     | +8  |
| Verds d'Andorra          | 829    | 6,4%  | 0      | 0   |
| Units pel Progrés        | 782    | 6,0%  | 3      | +3  |
| Acció Comunal d'Ordino   | 358    | 2,7%  | 8      | +8  |
| Total                    | 13.050 | 100   | 86     | +4  |

El Partit Socialdemòcrata va concórrer a les eleccions sota el nom de "L'Alternativa". Van mantenir les dues parròques que tenien abans de les eleccions. Els liberals van mantenir quatre parròquies però van perdre Ordino per Acció Comunal d'Ordino.

### Canillo
| Partit                   | Vots | %    | Escons | +/– |
| ------------------------ | ---- | ---- | ------ | --- |
| Partit Liberal d'Andorra | 407  | 76,5 | 12     | 0   |
| L'Alternativa            | 125  | 23,5 | 2      | 0   |
| Total                    | 532  | 100  | 14     | 0   |

### Encamp
| Partit            | Vots  | %    | Escons | +/– |
| ----------------- | ----- | ---- | ------ | --- |
| L'Alternativa     | 822   | 45,9 | 9      | 0   |
| Units pel Progrés | 782   | 43,7 | 3      | +3  |
| Verds d'Andorra   | 185   | 10,3 | 0      | 0   |
| Total             | 1.789 | 100  | 12     | 0   |

### Ordino
| Partit                   | Vots | %    | Escons | +/– |
| ------------------------ | ---- | ---- | ------ | --- |
| Acció Comunal d'Ordino   | 358  | 38,6 | 8      | +8  |
| L'Alternativa            | 286  | 30,8 | 2      | +2  |
| Partit Liberal d'Andorra | 284  | 30,6 | 2      | –6  |
| Total                    | 928  | 100  | 12     | +2  |

### La Massana
| Partit                   | Vots  | %    | Escons | +/– |
| ------------------------ | ----- | ---- | ------ | --- |
| Partit Liberal d'Andorra | 852   | 58,1 | 9      | +1  |
| L'Alternativa            | 614   | 41,9 | 3      | +3  |
| Total                    | 1.466 | 100  | 12     | +2  |

### Andorra la Vella
| Partit                   | Vots  | %    | Escons | +/– |
| ------------------------ | ----- | ---- | ------ | --- |
| L'Alternativa            | 1.912 | 53,8 | 9      | 0   |
| Partit Liberal d'Andorra | 1.398 | 39,4 | 3      | 0   |
| Verds d'Andorra          | 241   | 6,8  | 0      | 0   |
| Total                    | 3.551 | 100  | 12     | 0   |

### Sant Julià de Lòria
| Partit                                     | Vots  | %    | Escons | +/– |
| ------------------------------------------ | ----- | ---- | ------ | --- |
| Partit Liberal d'Andorra - Unió Laurediana | 1.128 | 58,6 | 10     | +1  |
| L'Alternativa                              | 517   | 26,9 | 2      | +2  |
| Verds d'Andorra                            | 279   | 14,5 | 0      | 0   |
| Total                                      | 1.924 | 100  | 12     | 0   |

### Escaldes-Engordany
| Partit                   | Vots  | %    | Escons | +/– |
| ------------------------ | ----- | ---- | ------ | --- |
| Partit Liberal d'Andorra | 2.009 | 70,2 | 10     | +1  |
| L'Alternativa            | 727   | 25,4 | 2      | –1  |
| Verds d'Andorra          | 124   | 4,3  | 0      | 0   |
| Total                    | 2.860 | 100  | 12     | 0   |